# Erşan Kuneri
Erşan Kuneri ist eine türkische Comedy-Serie, die 2022 auf Netflix veröffentlicht wurde. Die Serie wurde von Cem Yılmaz kreiert, der auch die Hauptrolle spielt.

## Inhalt
Die Serie folgt dem Leben von Erşan Kuneri, einem bekannten Regisseur, Produzenten und Schauspieler von Erotikfilmen in den 1970er und 1980er Jahren. Erşan beschließt, sich von seinem Ruf als Erotikfilmregisseur zu lösen und erkundet verschiedene Filmgenres wie Horror, Historienfilme, Science-Fiction und Superheldenfilme. Jede Episode präsentiert dabei eine neue filmische Herausforderung, die Erşan und sein Team meistern müssen.

## Besetzung und Synchronisation
Die deutschsprachige Synchronisation entstand nach den Dialogbücher von Ralf Pel (Staffel 1), Sabine Hinrichs (Staffel 2), Johanna M. Schmidt (Staffel 2) und Peter Minges (Staffel 2) sowie unter der Dialogregie von Ralph Brauchle (Staffel 1), Sabine Hinrichs (Staffel 2), Johanna M. Schmidt (Staffel 2) und Peter Minges (Staffel 2) durch die Synchronfirma RRP Media UG. In der zweiten Staffel war sie die Synchronfirma Interopa Film GmbH verantwortlich.
| Rolle             | Schauspieler      | Synchronsprecher   |
| ----------------- | ----------------- | ------------------ |
| Erşan Kuneri      | Cem Yılmaz        | Stefan Gossler     |
| Alev              | Ezgi Mola         | Katrin Jaehne      |
| Altın Oran        | Çağlar Çorumlu    | Roland Wolf        |
| Ameen Faryadi     | Necip Memili      | Olaf Meyer         |
| Ayhun Uşuk / Pyro | Bülent Sakrak     | Dirk Talaga        |
| Berkun            | Ozan Çelik        | Georgios Tzitzikos |
| Dimitri           | Özkan Uğur        | Vlad Chiriac       |
| Feride Orhun      | Merve Dizdar      | Isabelle Schmidt   |
| Seyyal Par        | Nilperi Şahinkaya | Nurcan Özdemir     |
| Eryetiş           | Can Yılmaz        | Nikolaus Gröbe     |

## Produktion
Die Serie wurde von Cem Yılmaz entwickelt und geschrieben. In der Hauptrolle spielen Cem Yılmaz, Zafer Algöz, Ezgi Mola, Çağlar Çorumlu, Merve Dizdar, Nilperi Şahinkaya, Bülent Şakrak und Uraz Kaygılaroğlu. Die erste Staffel wurde am 13. Mai 2022 auf Netflix veröffentlicht. Eine zweite Staffel folgte am 10. Oktober 2024.

## Episodenliste

### Staffel 1
Die erste Staffel wurde am 17. November 2023 auf Netflix veröffentlicht.
| Nr. (ges.) | Nr. (St.) | Deutscher Titel   | Originaltitel    |
| ---------- | --------- | ----------------- | ---------------- |
| 1          | 1         | Trockener Murad   | Kuru Murad       |
| 2          | 2         | Der Hebammenfluch | Ebenin Avı       |
| 3          | 3         | Kooperative Kemal | Kooperatif Kemal |
| 4          | 4         | Böser Stoff       | Kötü Mal         |
| 5          | 5         | Faqbadi           | Faqbadi          |
| 6          | 6         | Blue Box          | Blue Box         |
| 7          | 7         | Er-Man            | Er-Man           |
| 8          | 8         | Kriegt nie genug  | Doyamadım        |

### Staffel 2
Die zweite Staffel kam am 10. Oktober 2024 raus.
| Nr. (ges.) | Nr. (St.) | Deutscher Titel         | Originaltitel  |
| ---------- | --------- | ----------------------- | -------------- |
| 9          | 1         | Böser Weg: Prostitution | Kötü Yol       |
| 10         | 2         | Zeit zu gleiten         | Kaymak Zamanı  |
| 11         | 3         | Die Konditorei          | Hamur İşi      |
| 12         | 4         | Eingewickelt: Yaprak    | Yaprak Sarması |
| 13         | 5         | Leidvoller Vater        | Acı Baba       |
| 14         | 6         | Theaterstaub            | Sahne Tozu     |
| 15         | 7         | Sparsam                 | Nekes Hayat    |
| 16         | 8         | Zuckerpascha            | Şekerpaşa      |